# 塞拉耶佛隧道

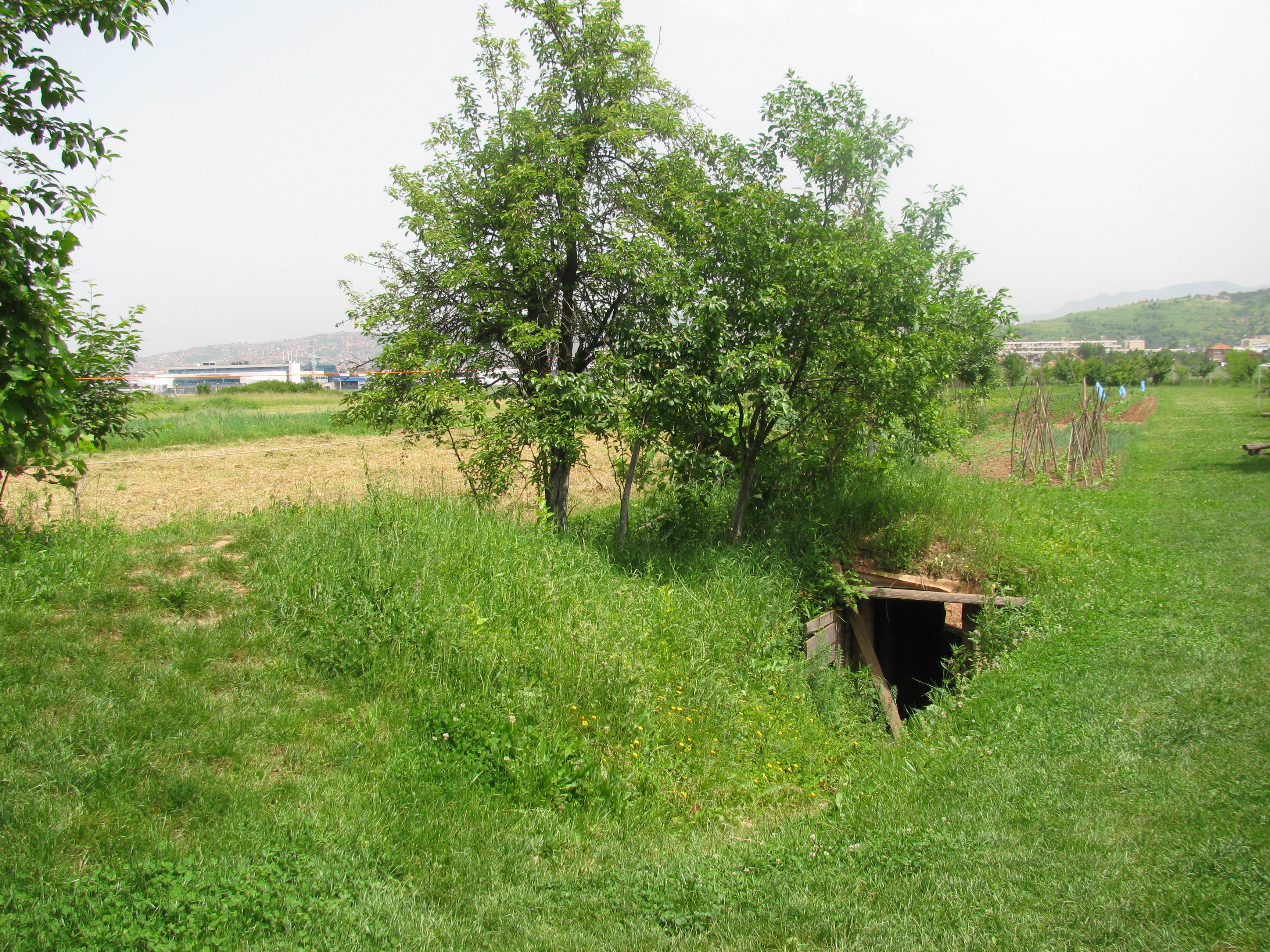
塞拉耶佛隧道的南入口

塞拉耶佛隧道是在波士尼亞戰爭的塞拉耶佛圍城戰役期間於1992年至1995年期間修建的一條隧道。此隧道也被稱作為“希望隧道”或者是“救援隧道”。此隧道由波士尼亞軍隊修建，以連結塞拉耶佛市區和塞拉耶佛機場。當時兩者之間的聯繫已被塞族人切斷。隧道使得食品、軍用物資和人道主義援助得以進入塞拉耶佛，也成為繞過武器禁運，提供守軍武器的重要方式。也有許多人通過隧道逃出塞拉耶佛。現在塞拉耶佛隧道已經成為旅遊景點，入口處和出口處被改建為博物館。

## 外部連結
- Tour(s) to Sarajevo Tunnel Museum （页面存档备份，存于）
- Sarajevo War Tunnel Museum （页面存档备份，存于）

- Short video of a walk through the tunnel at the Sarajevo Tunnel Museum （页面存档备份，存于）
- Photos of the Sarajevo Tunnel Museum
- Sarajevo ne želi obnovu tunela spasa, jednog od ratnih simbola （页面存档备份，存于） （克羅埃西亞文）

43°49′11″N 18°20′14″E / 43.81972°N 18.33722°E